# Ilir Hashorva
Ilir Ali Hashorva (ur. 1 października 1941 w Tiranie, zm. 26 kwietnia 2020 w Nowym Jorku) – albański tłumacz, pisarz i publicysta.

## Życiorys
Po ukończeniu studiów inżynieryjnych pracował w bazie Pashaliman, następnie w Tropoi i w Instytucie Hydrometeorologii w Tiranie, gdzie pełnił funkcję kierownika laboratorium.
Na początku XXI wieku wraz ze swoją rodziną wyemigrował do Stanów Zjednoczonych. Od 2009 roku do swojej śmierci współpracował z wydawnictwem Toena. Przygotowywał dla albańskiej prasy publikacje w postaci fragmentów przetłumaczonych przez swojego ojca utworów, jak Skanderbeg Alessandra Cutolo, Książę Niccolò Machiavellego oraz Dekameron Giovanniego Boccaccia.
Zmarł 26 kwietnia 2020 roku w Nowym Jorku z powodu COVID-19.

## Prace
- Gandi I – jeta (ISBN 978-99943-1-519-2; 2009)[3][7][4][1][5][6][2][8]
- Gandi  II – filozofia dhe feja, Gandizmi (ISBN 978-99943-1-667-0)[3][7][4][1][5][6][2][8]
- Gandi III – Analiza e komente për Gandin dhe gandizmin (ISBN 978-99943-1-845-2)[3][7][4][1][5][6][2][8]
- Martin Luter Kingu[3][1][5][2][8]
- Nelson Mandela[3][1][5][2][8]
- Simon Vizental (2015)[3][1][5][2][8]
- Antisemitizmi nga zanafilla fetare, te holokausti racist (ISBN 978-9928-348-72-2; 2022)[7][9][4][2][8]

## Tłumaczenia na język albański
- 8 godzin z Anglii autorstwa Anthony’ego Quayle’a (2019)[3][4][1][5][6]

## Życiorys
Syn nauczyciela i tłumacza Alego Hashorvy.
Był kuzynem pisarza Ardiana Vehbiu.